# Wilhelm Kimmich
Pour les articles homonymes, voir Kimmich.
Wilhelm Kimmich, né le 20 mai 1897 à Lauterbach, en Forêt-Noire, et mort dans la même ville le 18 septembre 1986, est un artiste et peintre allemand. 
Il est considéré comme un des plus grands peintres de la Forêt-Noire (Schwarzwaldmaler) du XXe siècle. Il est surtout connu pour ses tableaux des paysages de la Forêt-Noire, principalement du mittlerer Schwarzwald (la « Moyenne Forêt noire », de son village natal de Lauterbach et du Fohrenbühl).

## Biographie

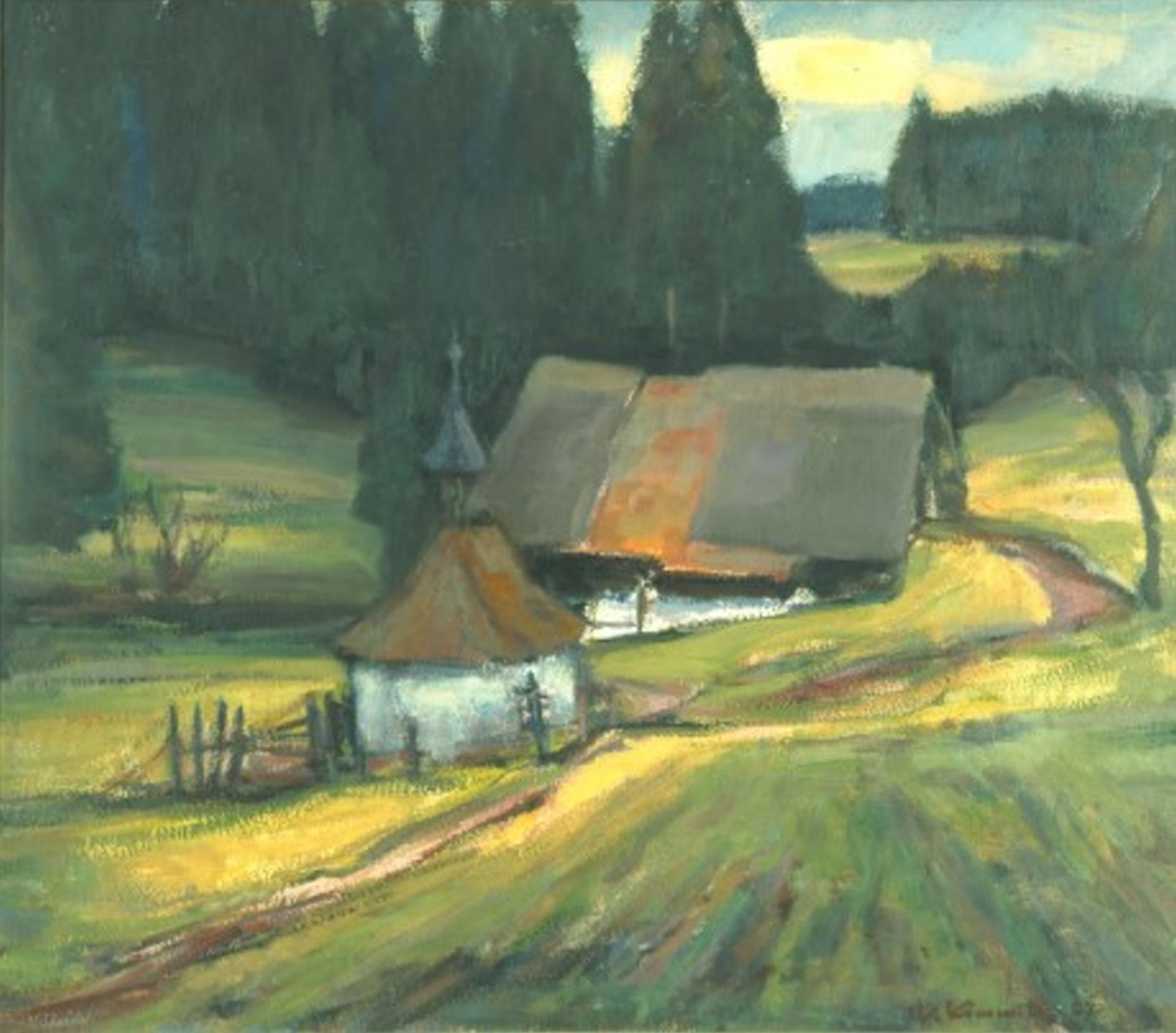
Käppelehof im Sommer (1967)
(Käppelehof pendant l'été 1967).

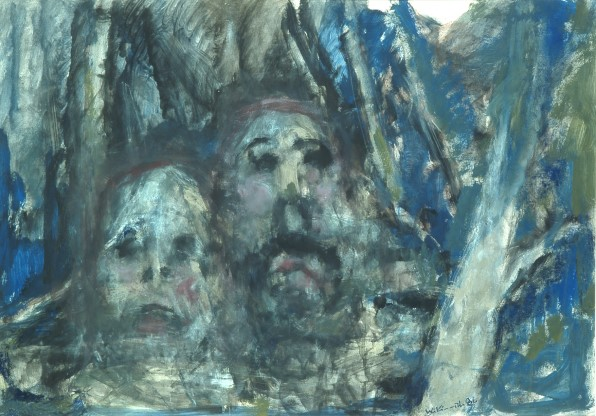
Das letzte Bild (1986).

Il fait des études en commerce. Pendant la Première Guerre mondiale, de 1916 à 1918, il est un soldat. Prisonnier de guerre, il est libéré en 1920. De 1926 jusqu'à sa retraite en 1960, il travaille pour une banque de sa ville natale. Il y est membre du conseil d'administration à partir de 1929. 
À partir de 1943, il participe également à la Seconde Guerre mondiale et est de nouveau capturé. Il est libéré en 1946. 
Il exerce son art de dessinateur et de peintre dès 1916. Il prend des leçons de dessin avec Hans Lembke à Fribourg dans les années 1920, et avec Hermann Gehri dans les années 1930, bien que, plus tard, il ait soutenu être un peintre autodidacte. Il participe à des expositions collectives à partir de 1934. Sa première exposition individuelle a lieu en 1937. 
À partir de 1956, il voyage au Tessin et en Italie, en compagnie de son ami, le peintre et professeur Hermann Anselment (1905-1981). À la suite de ces voyages, il peint un temps des paysages représentant des régions du Sud, mais revient bientôt à ses thèmes de prédilection : la représentation de la Forêt-Noire et de ses habitants, dont il renouvelle le style en dépit des influences impressionnistes (Claude Monet), post-impressionnistes (Paul Cézanne), fauvistes (Henri Matisse) et expressionnistes (Emil Nolde) qui se devinent dans ses œuvres[réf. souhaitée].
Pendant sa carrière artistique, il peint environ 2 000 tableaux et laisse de nombreux dessins et croquis.

## Source
- (de) Egon Rieble, Wilhelm Kimmich – der Maler des Schwarzwalds, 1982  (ISBN 3806202990).